# Gái già

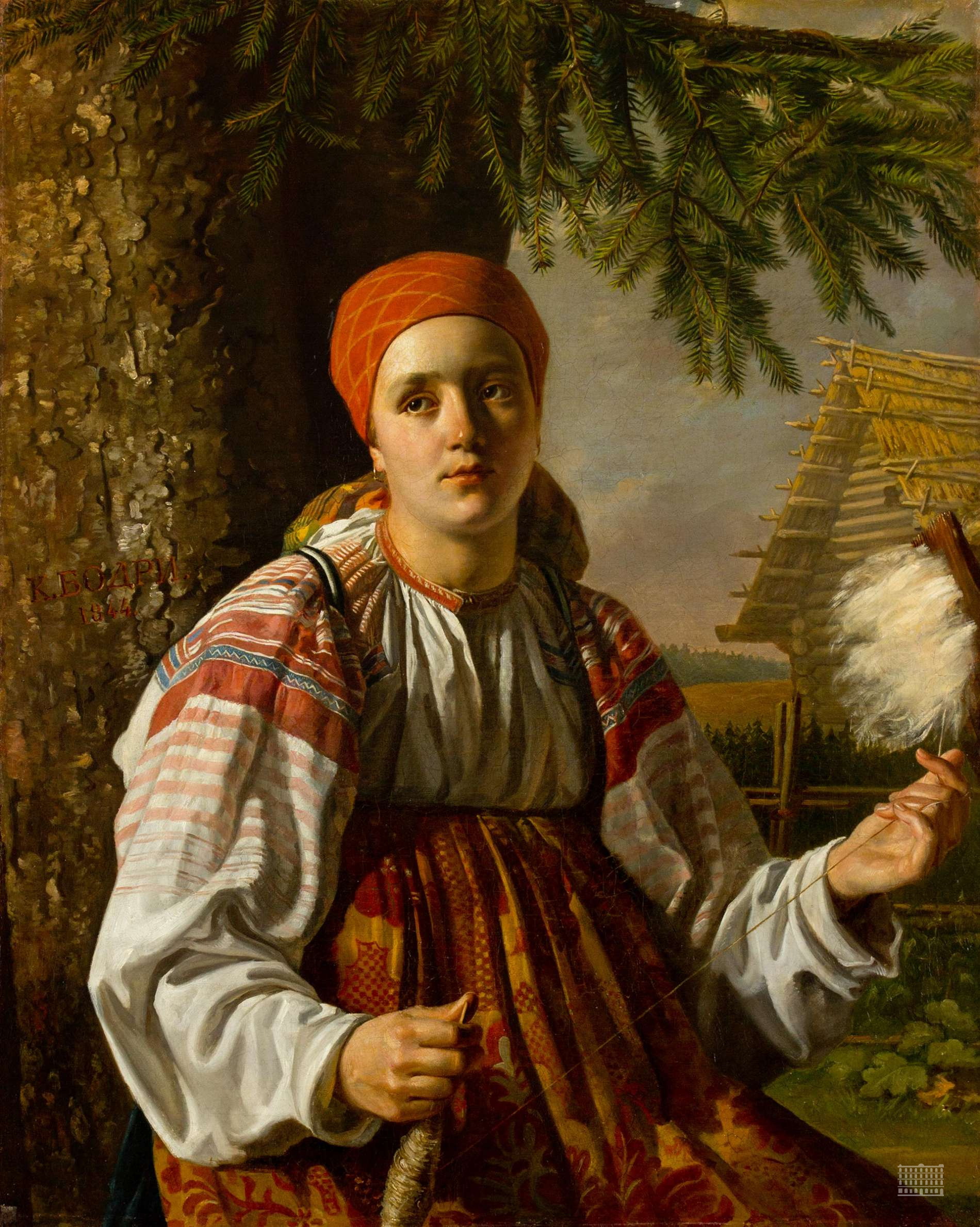
Họa phẩm cô gái xe sợi

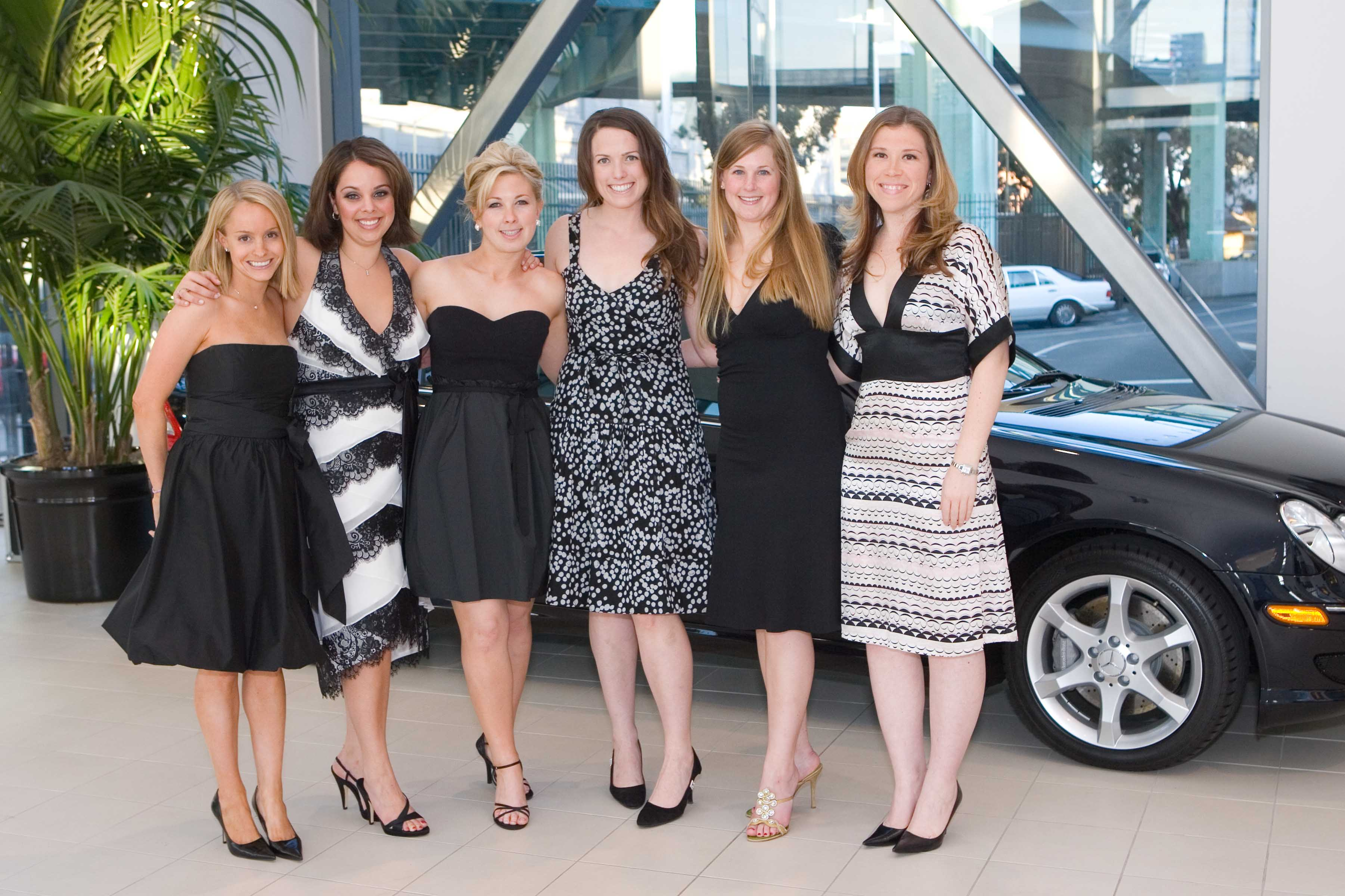
Hội gái già ở Mỹ

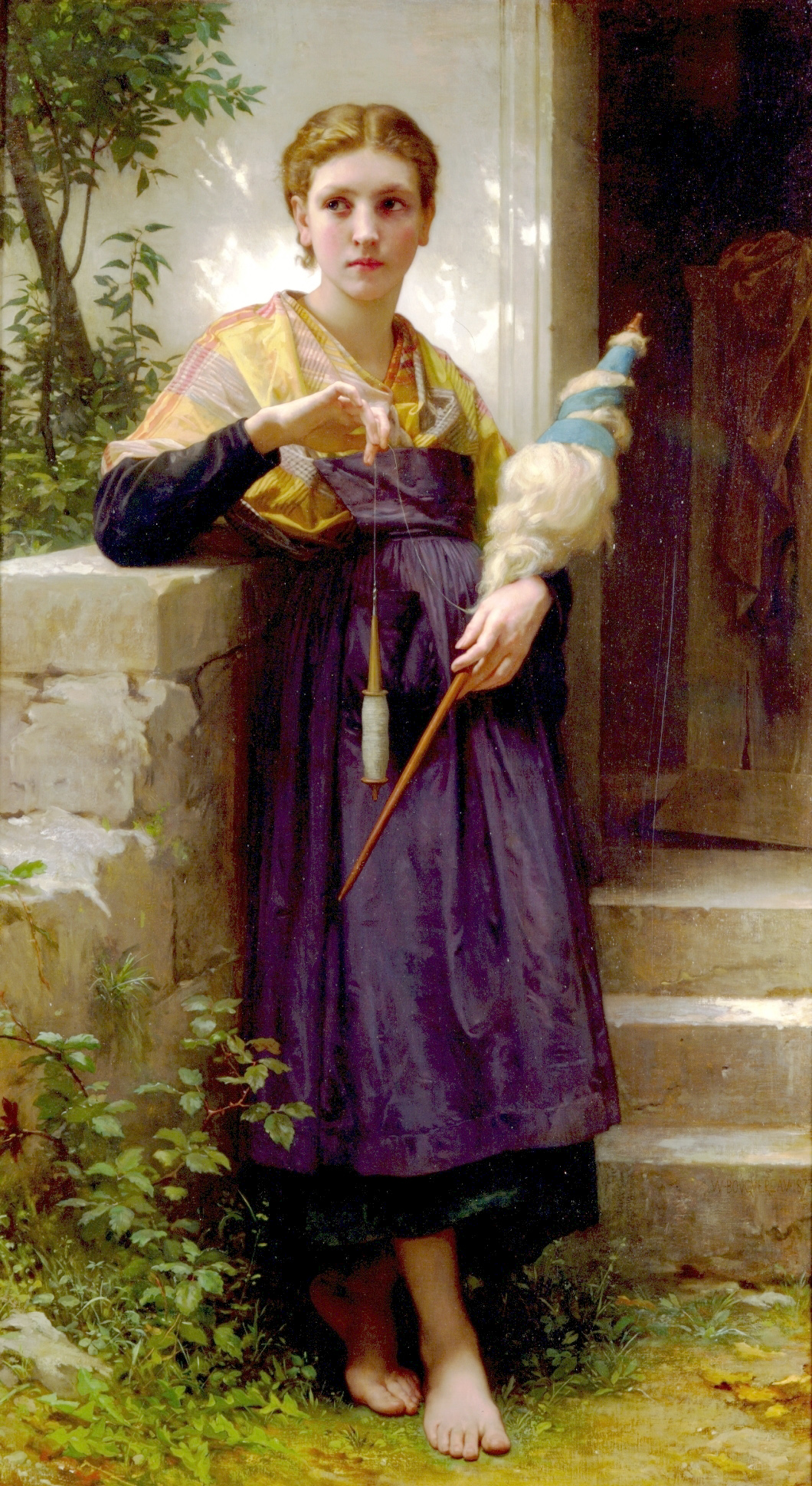
Họa phẩm một cô gái kéo sợi

Gái già (Spinster hay Old maid) là một thuật ngữ chỉ về một người phụ nữ chưa kết hôn (chưa chịu lấy chồng) ngoài độ tuổi kết hôn (độ đuổi lớn tuổi hơn độ tuổi được coi là độ tuổi thông thường mà phụ nữ thường kết hôn theo quan niệm xã hội). Gái già cũng có thể chỉ về một người phụ nữ được coi là không có khả năng kết hôn (ế chồng). Một nghiên cứu năm 2009 của Đại học Missouri đối với 32 phụ nữ cho thấy rằng "những bà cô gái già" thời hiện đại cảm thấy rằng họ bị kỳ thị xã hội gắn liền với địa vị của họ và cảm giác vừa được chú ý nhiều hơn vừa nhưng cũng vừa bị phớt lờ, không quan tâm đếm xỉa gì đến. Sự chú ý nhiều hơn đến từ cảm giác bị phơi bày và sự phớt lờ đến từ những thành kiến của người khác.

## Thuật ngữ
Thuật ngữ này ban đầu dùng để chỉ những người phụ nữ làm nghề kéo sợi, cặm cụi suốt cuộc đời xe tơ dệt vải. Theo Từ điển nguyên từ trực tuyến, trong xã hội ngày xưa thì nghề kéo sợi dệt vải thường do những phụ nữ chưa lập gia đình đảm nhiệm, do đó từ này được dùng để chỉ về một phụ nữ chưa lập gia đình trong các văn bản pháp lý từ những năm 1600 đến đầu những năm 1900, và đến năm 1719 được dùng chung để chỉ người phụ nữ vẫn chưa lập gia đình và đã quá độ tuổi thông thường để kết hôn. Đây là một từ chỉ những phụ nữ chưa kết hôn trong bối cảnh pháp lý, thuật ngữ này có từ ít nhất là năm 1699 và thường được sử dụng trong lời cầu hôn của Giáo hội Anh, nơi cô dâu tương lai được mô tả là "một cô gái già của giáo xứ này". Các phiên bản năm 1828 và 1913 của Từ điển Merriam Webster định nghĩa từ "gái già" theo hai cách, đó là người phụ nữ quay sợi hoặc có nghề nghiệp là quay sợi và về khía cạnh pháp luật thì đó là người phụ nữ chưa kết hôn hoặc độc thân. Từ điển tiếng Anh Mỹ Oxford định nghĩa gái già là "một phụ nữ chưa lập gia đình, thường là một phụ nữ lớn tuổi hơn độ tuổi thông thường để kết hôn". Từ điển này bổ sung: "Tuy nhiên, trong tiếng Anh hàng ngày hiện đại, gái già không thể được sử dụng để chỉ đơn giản là phụ nữ chưa lập gia đình nên đây là một thuật ngữ châm chọc, ám chỉ một người phụ nữ lớn tuổi chưa lập gia đình, không có con, khó tính và bị kìm nén". 